# ۲۰۰۱: دو هزار یک
۲۰۰۱: دو هزار یک (به هندی: 2001: Do Hazaar Ek) فیلمی محصول سال ۱۹۹۸ و به کارگردانی راج ان. سیپی است. در این فیلم بازیگرانی همچون دیمپل کاپادیا، جکی شروف، تابو، راجیت بدی، گلشن گروور، سورش اوبروی، شارات ساکسنا، دون ورما، ناونیت نیشان ایفای نقش کرده‌اند.